# Victorias frustradas
Victorias frustradas (en alemán: Verlorene Siege; en inglés: Lost Victories: The War Memoirs of Hitler's Most Brilliant General) son las memorias del  mariscal de campo alemán Erich von Manstein, que combatió durante la Segunda Guerra Mundial. El libro se publicó por primera vez en Alemania Occidental en 1955, luego en España en 1956. Su traducción al inglés se publicó en 1958 para su distribución en el Reino Unido y los Estados Unidos.
Muchos historiadores han llamado a Verlorene Siege poco confiable y apologético. El historiador alemán Volker Berghahn escribió sobre el libro: «Su título delataba la historia: había sido el dogmatismo de Hitler y su constante interferencia con los planes estratégicos y las decisiones operativas de los profesionales lo que le habría costado a Alemania su victoria contra Stalin».

## Temas

### El Ejército Rojo
Manstein retrató al soldado soviético promedio como valiente pero pobremente dirigido. Describiendo al cuerpo de oficiales soviéticos como irremediablemente incompetente, retrató la guerra en el Frente Oriental como un ejército alemán muy superior en capacidad de combate siendo aplastado constantemente por un oponente superior solo en números. Según el libro The Myth of the Eastern Front de los historiadores Ronald Smelser y Edward J. Davies, ese aspecto de Verlorene Siege fue egoísta, ya que permitió a Manstein ignorar varias ocasiones, como la caída de Kiev en noviembre de 1943, en la que fue engañado y derrotado por la Stavka.

### Generales alemanes

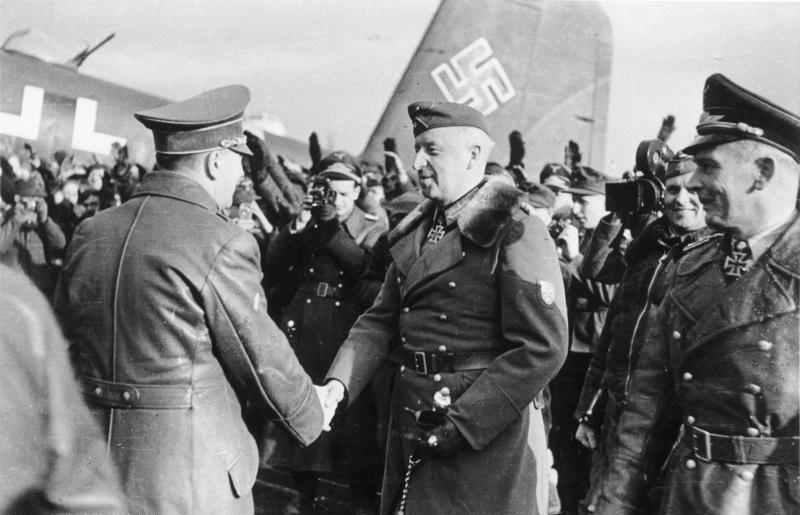
El 10 de marzo de 1943, bajo fuertes medidas de seguridad, Hitler voló al cuartel general del Grupo de Ejércitos Sur en Zaporiyia, a solo 48 kilómetros de las líneas del frente, para revisar la situación militar. Manstein saluda a Hitler a su llegada al aeródromo local; a la derecha están Hans Baur y Wolfram von Richthofen

En su libro, Manstein menospreció a otros generales alemanes, retratándolos como incompetentes. Manstein se atribuyó el mérito de las victorias alemanas y culpó a Hitler y a sus compañeros generales de cada derrota. Su archienemigo fue el general Franz Halder; según Manstein, aunque Halder entendió que el liderazgo de Hitler era defectuoso, carecía del coraje para hacer algo al respecto. Smelser y Davies también calificaron las críticas de Manstein a Hitler como egoístas. El general afirmó falsamente que quería que el 6.° Ejército fuera retirado de Stalingrado después de que fuera rodeado, solo para ser anulado por Hitler, y criticó a Hitler por lanzar la Operación Ciudadela, un plan desarrollado por el propio Manstein para su ejecución meses antes, antes de la acumulación de las defensas soviéticas.
Su explicación sobre su comportamiento ante la derrota alemana en la batalla de Stalingrado ocupa mucho espacio. Según sus explicaciones, casi todos tenían la culpa de la derrota, pero él no. Posteriormente describe lo que él consideraba su «hazaña estratégicamente superior» en las posteriores batallas en las que la Wehrmacht llevó a cabo una serie de retiradas contra el «poder abrumador del Ejército Rojo». Califica el juicio por crímenes de guerra contra sí mismo como un acto de costosa venganza y «justicia del vencedor», encubre la guerra de aniquilamiento y califica los hechos tratados en el juicio como «necesidad de guerra». Manstein afirma en sus memorias que «todas las medidas tomadas por Alemania» se basaron en esta «necesidad de la guerra». Aunque trajeron «mucho sufrimiento y dificultades inevitables» a la población civil soviética, «no se pueden comparar con lo que el bombardeo terrorista causó a la población civil en Alemania» o «con lo que sucedió más tarde en Alemania Oriental».

### Ausencia de crítica política y mención de los crímenes de guerra cometidos por la Wehrmacht
Manstein evitó los temas políticos y trató la guerra como un asunto operativo. No expresó ningún arrepentimiento por servir a un régimen genocida, y en ninguna parte de su libro condenó el nacionalsocialismo por motivos morales; Hitler fue criticado solo por las decisiones estratégicas que había tomado y que según Manstein habían sido las que habían llevado a Alemania a la derrota. El lamento de Manstein por las «victorias perdidas» de Alemania en la Segunda Guerra Mundial implicaba que el mundo se habría beneficiado de una victoria nazi. Además Manstein, alegó falsamente que no hizo cumplir la Orden de los Comisarios, omitió cualquier mención de su papel en el Holocausto, como cuando envío 2000 de sus propios soldados para ayudar a las SS a masacrar a 11 000 judíos en Simferópol en noviembre de 1941.

## Recepción
Después de la publicación de Victorias frustradas en la Alemania Occidental las críticas en la prensa fueron en su mayoría positivas y revelaron una admiración generalizada por Manstein. Solo una minoría criticó inicialmente las memorias. En el Frankfurter Hefte de 1956, Kunrat von Hammerstein abordó el antisemitismo de Manstein sobre la base de su orden del 20 de noviembre de 1941 y criticó que Manstein contribuyera más tarde a la prolongación de la guerra y, por lo tanto, a la muerte de miles de soldados. En 1959, Der Spiegel escribió acerca de los rumores de que Manstein había alienado a sus compañeros generales con sus memorias porque se había puesto en primer plano a expensas de ellos.

### Perspectiva moral
Después de que se publicó Verlorene Siege, el periódico de Alemania Occidental Die Zeit preguntó sobre el relato de Manstein: «¿Qué hubiera significado para el mundo y para Alemania, qué habría significado para un cristiano y caballero como Manstein si estas victorias no se hubieran perdido?» El historiador alemán Jürgen Förster escribió en 1998 que durante demasiado tiempo, la mayoría de los alemanes aceptaron al pie de la letra las afirmaciones interesadas de generales como Manstein y Siegfried Westphal en sus memorias de que la Wehrmacht era una fuerza apolítica profesional que era víctima (no seguidora) de Adolf Hitler; estos evadieron el tema de los crímenes de guerra de la Wehrmacht.
En 2004, el historiador Volker Berghahn calificó las memorias de Manstein de «totalmente poco confiables»; si se hubiera sabido más sobre sus crímenes de guerra durante la década de 1940, podría haber sido ahorcado. Según Berghahn, «cuando Christian Streit publicó su libro Keine Kameraden sobre el asesinato en masa de prisioneros de guerra del Ejército Rojo a manos de la Wehrmacht, los historiadores profesionales aceptaron firmemente lo que Manstein y sus camaradas habían negado y encubierto, es decir, que la Wehrmacht había estado profundamente involucrada en las políticas criminales y genocidas del régimen nazi». Los historiadores Ronald Smelser y Edward J. Davies señalaron que en ninguna parte de sus memorias u otros escritos de posguerra Manstein condenó explícitamente el nacionalsocialismo. Max Egremont calificó las memorias de «arrogantes» y «egoístas» en la revista literaria británica Literary Review, Andrew Roberts escribió en The Storm of War que «ha sido condenado con razón».

### Perspectiva operativa
En el prefacio de Victorias frustradas, el historiador y oficial militar Martin Blumenson escribió que era «el mejor libro de memorias del lado alemán y es indispensable para comprender las condiciones y circunstancias de la guerra de Hitler». El historiador militar Robert M. Citino encontró útiles sus detalles operativos, pero criticó a Manstein por «defender su generalato y reputación, ocultar su participación en crímenes de guerra y culpar a otros por todo lo que salió mal», a este respecto Citino escribió: «Victorias frustradas deberían venir con un etiqueta de advertencia: Utilizar con precaución».